# 第500SS降下猟兵大隊
第500SS降下猟兵大隊（SS-Fallschirmjägerbataillon 500）は、武装親衛隊の降下猟兵大隊である。

## 編成まで
1943年9月、イタリアにおいて政変が発生、イタリア統領（ドゥーチェ）ベニート・ムッソリーニは解任され、捕らわれの身となった。これを重くみたドイツ総統アドルフ・ヒトラーはムッソリーニ救出を行うよう命令した。作戦はオーク作戦（Unternehmen Eiche）と名づけられ、クルト・シュトゥデントが発案したが、これにはグランサッソへの降下強襲が含まれていた。
この強襲により、ドイツ軍降下部隊は捕らえられているムッソリーニを解放することとなっており、さらにヒトラーの命令により、オットー・スコルツェニーが参加していた。グランサッソの カンポ・インペラトーレホテルへの攻撃は大胆な強襲となり、1発の銃弾でムッソリーニの救出に成功した。
作戦後、これを見た親衛隊全国指導者ハインリヒ・ヒムラーは武装親衛隊内で降下部隊を編成することを考えたとされている。

## 編成
新たに編成される降下部隊は戦線の向こうで危険な作戦に従事することが考慮され、所属対象将兵は懲罰部隊にまで広げることが決定された。なお、親衛隊作戦本部（SS-Führungshauptamt(SS-FHA)の命令では50%が武装親衛隊の義勇兵、残りが懲罰部隊からの義勇兵を手配することになっていた。
新部隊は1943年10月、チェコスロバキアのフルム（Chlum）へ集まり、大隊初代隊長には第10SS装甲師団フルンツベルク所属の第21SS装甲擲弾兵連隊からヘルベルト・ギルホファー親衛隊少佐が赴任した。
1943年11月、サラエボ近郊のMadanrushka-Banja(Mataruška banja)にあるドイツ空軍第3降下訓練学校で大隊は訓練を開始した。訓練は1944年初頭、ハンガリーのパーパ（Pápa）で終了した。

## チトー強襲
1944年5月25日、第500SS降下猟兵大隊はクルト・リブカ（Kurt Rybka）親衛隊大尉の指揮の下、ドルヴァル（Drvar）にあるヨシップ・ブロズ・チトー率いるパルチザン本部に対するグライダーによる強襲を行った。
作戦は騎士の跳躍作戦（Unternehmen Rösselsprung）と呼ばれ、6月6日付のドイツ国防軍の日報で報告されている。2個中隊がDFS230グライダーで着陸する間、他の2個中隊がチトー司令部へ直接降下した。ドイツ空軍による銃爆撃の後、第一波はチトーの隠れ家であったドルバルの洞窟と町の間に降下した。
部隊は広い平原に降下したが、多くの将兵がパルチザンの司令部護衛大隊の攻撃を受け、中隊は100名足らずになるまで損害を受けた。第二波は目標を離れて町から2､3マイルの場所に降下していたが、隠れ家のある洞窟の出口付近にはヤイツェへの抜け道が存在していたため、洞窟を占領したとき、ティトーはヤイツェから鉄道で脱出していた。
ティトーは以前より警告を受けていたため、数的に優勢であったパルチザンはSS降下猟兵を追い払う間に素早く脱出、結局捕獲されることはなかった。作戦に従事した1,000名の内、800名以上が死傷した。

## 作戦後
残存兵は最初、ペトロヴァツ（Petrovac）後にリュブリャナへ送られ、6月末までそこに滞在していた。その後、プロシア西部のグディンゲンに移動し、フィンランド領のオーランド諸島を占領する作戦に従事する予定であったが、これは中止された。そのため、ナルヴァの第3装甲軍団に加わることになる予定であったが、7月9日、リトアニアのカウナスへ空輸された。
空輸後、ビリニュで包囲されたドイツ軍を支援するためにグロースドイッチュラント第1戦車連隊と共に戦闘団を編成した。
その後も彼らはバルト三国で防衛線において活躍し、第3装甲軍団の「火消し部隊」の働きを見せた。1944年8月20日の時点で、90名が大隊に所属しているのみとなったが、ドイツ軍がソビエト赤軍を阻止するためにはどのような部隊でも必要であったため、その後の数ヶ月間、戦線にとどまった。
10月下旬、第500SS降下猟兵大隊はようやく戦線から引き抜かれ、オーストリアのドイッチ＝ヴァグラム（Deutsch-Wagram）へ送られ、一週間の休暇を与えられた後、第600SS降下猟兵大隊へ合流した。
第500SS降下猟兵大隊はフランスで戦うことはなかった。フランスレジスタンスの間では、1944年7月、フランス側アルプス山脈のベルコール台地でSS降下猟兵部隊がパルチザンへ空挺降下攻撃を行ったという話が広まっている。しかし、この攻撃はSS降下猟兵部隊が行ったのではなく、ドイツ空軍の秘密部隊である第200爆撃航空団の特殊部隊が行ったものであった。

## 第600SS降下猟兵大隊
1944年11月9日まで正式にノイシュトレリッツに集められなかったが、ブダペストにおけるパンツァーファウスト作戦が第600SS降下猟兵大隊の初任務であった。
新設された第600SS降下猟兵大隊の2個中隊は1944年12月、バルジの戦いの際にオットー・スコルッツェニー率いる第150装甲旅団に所属した。これはSS降下猟兵が西側連合軍に対して作戦行動をとった唯一の例であった。バルジの戦いの後、第600SS降下猟兵大隊はジュヴェートおよびツェデン橋頭堡で戦い、さらにオーデル川でも戦ったが、最終的にはソビエト赤軍から逃れて、1945年5月、アメリカ軍に降伏した。
第600SS降下猟兵大隊はその18ヶ月の活動の間に3回、全滅した。

## 大隊長
| 着任          | 離任          | 階級（当時） | 氏名                                      |
| ------------- | ------------- | ------------ | ----------------------------------------- |
| 1943年10月    | 1944年4月     | 親衛隊少佐   | ヘルベルト・ギルホファー Herbert Gilhofer |
| 1944年4月     | 1944年6月26日 | 親衛隊大尉   | クルト・リプカ Kurt Rybka                 |
| 1944年6月26日 | 1945年5月     | 親衛隊少佐   | ジークフリート・ミリウス Siegfried Milius |